# WASP-72
WASP-72 (även känd som CD-30 1019 och officiellt namngiven Diya) är en dubbelstjärna belägen i mellersta delen av stjärnbilden Ugnen. Den har en skenbar magnitud av ca 10,96 och kräver ett teleskop för att kunna observeras. Baserat på parallax enligt Gaia Data Release 2 på ca 2,27 mas beräknas den befinna sig på ett avstånd av ca 1 440 ljusår (ca 440 parsec) från solen. Den rör sig bort från solen med en heliocentrisk radialhastighet av ca 37,5 km/s.

## Egenskaper
Primärstjärnan WASP-72 A är en gul till vit stjärna i huvudserien av spektralklass F7 med en inre struktur precis på gränsen till Kraft break. Den har en massa av ca 1,4 solmassa, en radie av ca 2,0 solradier och har en effektiv temperatur av ca 6&nbs300 K. Stjärnan verkar ha UV-ogenomskinlig materia i siktlinjen från jorden, som kan härröra från atmosfären som dras in från exoplaneten WASP-72b eller från ett okänt objekt i det interstellära mediet. WASP-72 fick 2019 namnet Diya.
En svag följeslagare, WASP-72 B, upptäcktes 2020 belägen med en beräknad separation av 281 AE. Det kan fortfarande vara en falsk observation, med en sannolikhet på 0,02 procent.

## Planetsystem
En transiterande het Jupiter-exoplanet som kretsar kring WASP-72 upptäcktes av WASP 2012. Planetbanan är väl koordinerad  med stjärnans ekvatorialplan, med en avvikelse med −7 ± 11°. Trots planetens närhet till moderstjärnan, upptäcktes inte avklingning i omloppsbanan fram till 2020. Den planetariska jämviktstemperaturen är 2 210 ± 120 K, kompatibel med den uppmätta dagtemperaturen 2 098 +335−364 K.
WASP-72b gavs 2019 namnet "Cuptor" på förslag av mauritiska amatörastronomer, som en del av IAU:s kampanj NameExoWorlds.
| Planet | Massa | Halv storaxel (AE) | Siderisk omloppstid (d)    | Excentricitet | Inklination    | Radie              |
| ------ | ----- | ------------------ | -------------------------- | ------------- | -------------- | ------------------ |
| b      | -     | 0,0344 ± 0,0046    | 2,216789+0,000041−0,000054 | 0             | 79,9 +1,6−1,3° | 1,24 +0,15−0,20 RJ |